# Semestra virgata
Semestra virgata är en insektsart som beskrevs av Schmidt 1932. Semestra virgata ingår i släktet Semestra och familjen Nogodinidae. Inga underarter finns listade i Catalogue of Life.